# Spock
Spock, ofta titulerad mister (Mr.) Spock, är en huvudrollsfigur i TV-serien Star Trek: The Original Series, och är en stor ikon bland Star Trek-fansen. Han är en av de få utomjordingarna i den permanenta skådespelarensemblen: hälften vulcan, hälften människa, och tjänstgör som försteofficer på rymdskeppet USS Enterprise, under kapten James T. Kirk.
Hans personliga kamp mellan sin Vulcan-logiska personlighet och sin mänskliga känslomässiga sida är de centrala karaktärsdragen i serien. Han har sedan början spelats av skådespelaren Leonard Nimoy (bortsett från några korta scener med en mycket yngre Spock i två senare filmer). De första fyra Star Trek-långfilmerna handlar väldigt mycket om just Spock.
I 2009 års film återkom Nimoy till rollen tillsammans med Zachary Quinto, som spelade en ung Spock i en alternativ verklighet.

## Historia
Spock är son till den vulcanske ambassadören Sarek (Mark Lenard) och människan Amanda Grayson (Jane Wyatt). Relationen mellan far och son är ofta turbulent, men innerst inne respekterar de varandra och visar försiktig okänslosam kärlek till varandra. De började glida isär när Spock tackade nej till ett erbjudande att studera vid det prestigefulla universitetet "Vulcan Science Academy" för att istället gå med i Stjärnflottan, vilket var tvärtemot hans fars förhoppningar.
Han tjänstgjorde på USS Enterprise i elva år under kommendör Christopher Pike (Jeffrey Hunter), och resterande tid under James T. Kirk (William Shatner). Star Trek visar en "troika", en trio baserat på Spock, Kirk, och McCoy. McCoy agerar ofta som Kirks samvete, medan Spock ger honom ett separerat känslosamt, logiskt perspektiv. Han visar hur en "främlings" perspektiv på "mänsklighetens olika aspekter".
I början av Star Trek: The Motion Picture (1979), är Spock inte längre med i Stjärnflottan, men återkommer till Enterprise och dess besättning för att hjälpa till i deras uppdrag. Han blir senare befordrad till kommendör och tar kommandot över Enterprise, som i början av Star Trek II – Khans vrede (1982) har designats om till träningsfarkost för kadetter. Kirk tar senare tillbaka kommandot över skeppet för att stoppa Khan Noonien Singh (Ricardo Montalbán). I slutet av filmen överför han sin katra -- hans minnen och erfarenheter—till McCoy, för att sedan offra sig själv för att rädda skeppet och dess besättning. Star Trek III: The Search for Spock (1984) fokuserar på hans besättningskamraters uppdrag att försöka återfinna hans kropp, som återuppstod av Genesisprojektet i den föregående filmen. Spock, som snabbt åldras från barn till vuxen, spelas av Carl Steven, Vadia Potenza, Stephen Manley, Joe W. Davis, och Nimoy. I slutet av filmen återförenas kroppen med hans katra. Kort därefter i Star Trek IV – Resan hem (1986), försöker han återhämta sig från eftereffekterna av återupplivningen i den föregående filmen och, i slutet av filmen, återföreningen med USS Enterprise-As besättning under Kirks befäl. Spocks halvbror, Sybok (Laurence Luckinbill), kapar vid ett senare tillfälle Enterprise sett i Star Trek V - Den yttersta gränsen (1988). Inspelningen av Star Trek VI ägde rum samtidigt med produktionen av det tvådelade avsnittet "Unification" (1991) från Star Trek: The Next Generation, som handlar om Spocks försök att återförena Vulcanerna med Romulanerna.

### Alternativ verklighet
I filmen Star Trek från 2009 skapas en "alternativ, parallell tidslinje." Under dessa händelser råkar den åldrande originalversionen av Spock (spelad av Nimoy) av misstag resa bakåt i tiden från Star Treks ursprungliga tidslinje och hjälper där en yngre version av sig själv (Quinto) och Kirk (Chris Pine) att stoppa den romulanske rebellen Neros (Eric Bana) försök att förgöra Federationen. I början är relationen mellan Kirk och Spock sträv vid akademin, men de börjar sakta men säkert bli vänner.

### Dokumentär
Filmen For the Love of Spock handlar om den legendariska karaktären Spock i Star Trek. Adam Nimoys (filmens regissör) far, Leonard Nimoy, som dog 2015, spelade Spock i TV-serien Star Trek.

## Medverkan

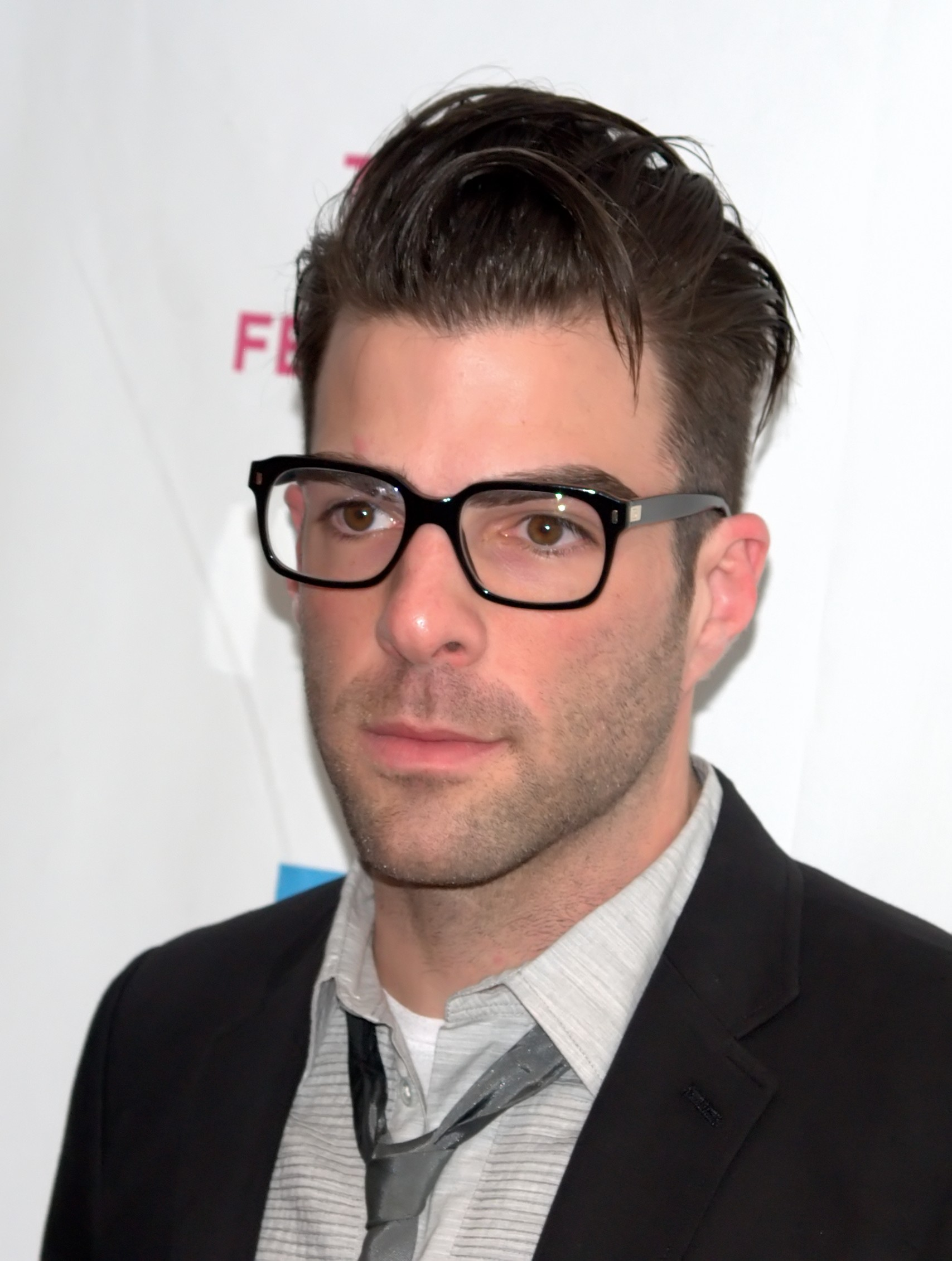
Zachary Quinto spelade Spock i filmen Star Trek från 2009 och dess uppföljare Into Darkness från 2013 och Beyond från 2016.

Spock medverkar i följande serier och filmer:
Star Trek
Star Trek: The Animated Series
Star Trek filmer
- Star Trek: The Motion Picture
- Star Trek II: Khans vrede
- Star Trek III
- Star Trek IV: Resan hem
- Star Trek V: Den yttersta gränsen
- Star Trek VI: The Undiscovered Country
- Star Trek
- Star Trek Into Darkness
- Star Trek Beyond

Star Trek: The Next Generation
- "Unification"